# Archives municipales de Marseille

Les archives municipales de Marseille sont un service de la Ville de Marseille chargé de la conservation et de la communication des archives.

## Historique
Au XIIIe siècle, les archives de la ville de Marseille sont confiés à des clavaires. Puis, en 1593 sous l'administration de Charles de Casaulx, est créé le poste d'archivaire qui devient perpétuel.
Sous la Révolution française, le titre d'archiviste est créé. En 1963, l'archiviste Joseph Billioud transfère les fonds des combles de l'hôtel de ville vers la faculté des sciences de Saint-Charles. Les archives sont alors dispersés en plusieurs lieux et en 1973, une grande partie est regroupée dans le Palais Carli.
En 2001, les archives municipales s'installent dans leur lieu actuel, l'ancienne Manufacture des tabacs de Marseille dans le quartier de la Belle-de-Mai.

## Édifice
Les archives municipales de Marseille occupent une partie de l'ancienne Manufacture des tabacs de la Belle de Mai (3e arrondissement) construite entre 1936 et 1940.
Le bâtiment fait partie du périmètre d'Euroméditerranée. Fermé par la Seita en 1990, il a été racheté par la Ville de Marseille et abrite, en plus des archives, le Centre interrégional de
conservation et restauration du patrimoine et les réserves des musées de Marseille.

## Directeurs
- -2023 : Sylvie Clair
- depuis 2023 : Olivier Muth[3]